# Huazuntlán
Huazuntlán är en ort i Mexiko.   Den ligger i kommunen Mecayapan och delstaten Veracruz, i den sydöstra delen av landet, 500 km öster om huvudstaden Mexico City. Huazuntlán ligger 73 meter över havet och antalet invånare är 3 160.
Terrängen runt Huazuntlán är platt åt sydost, men åt nordväst är den kuperad. Runt Huazuntlán är det ganska glesbefolkat, med 42 invånare per kvadratkilometer. Närmaste större samhälle är Pajapan, 15,9 km nordost om Huazuntlán. Omgivningarna runt Huazuntlán är en mosaik av jordbruksmark och naturlig växtlighet.